# Mylabris trifasciata
Mylabris trifasciata es una especie de coleóptero de la familia Meloidae.

## Distribución geográfica
Habita en Senegal y Guinea.